# Teoría de las formas
La teoría de las formas o teoría de las ideas es una teoría filosófica atribuida a Platón.

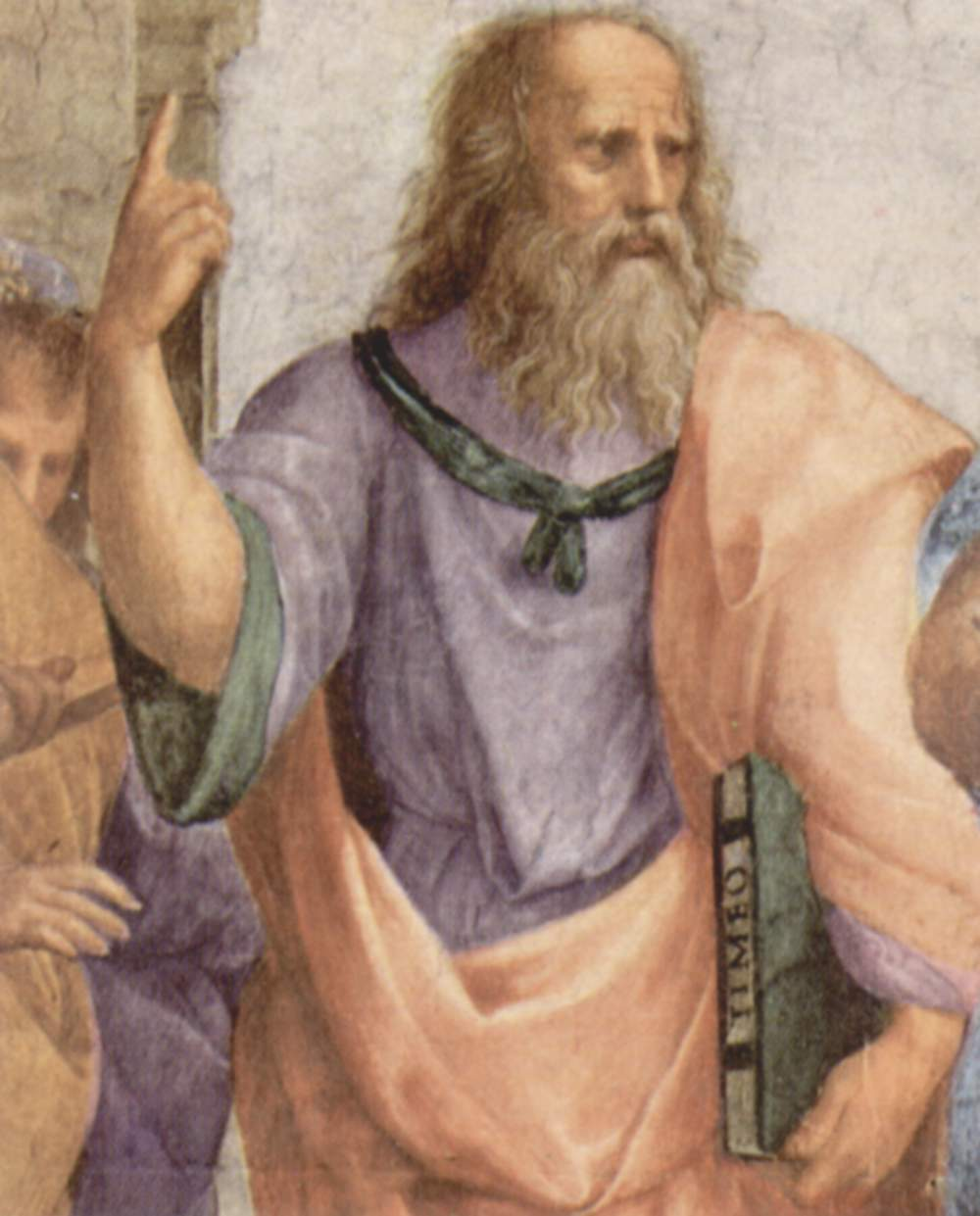
Platón en La escuela de Atenas (ca. 1510), señala al cielo en alusión al Mundo de las ideas.

En su filosofía, Platón establece una fuerte diferenciación entre lo que percibimos a través de los sentidos y lo que podemos llegar a conocer por medio del razonamiento sobre lo que llama «formas» o «ideas». Correctamente combinadas en un lenguaje propio (método dialéctico), estas formas deben ser la base del conocimiento científico, y deben permitir explicar también el mundo que muestran los sentidos, sujeto a un constante cambio.
La teoría de las formas es un concepto central en la filosofía platónica. Según Platón, las formas son entidades inmutables y eternas que existen en un plano ontológico aparte del mundo empírico observable. Cada forma representa la esencia o la idea perfecta de un objeto o una cosa, y todas las cosas en el mundo físico son meras imitaciones imperfectas de estas formas perfectas.
En su teoría, Platón organiza las ideas en pares de opuestos y establece una jerarquía entre ellas. En el diálogo Sofista, incluye entre las formas o géneros supremos al movimiento y el reposo, a lo idéntico y lo diferente, y al ser; el no ser lo presenta algo después, no solo como opuesto del ser sino subordinado a él. Es tema de debate el modo en que debe interpretarse ese no ser, particularmente porque en el diálogo citado se considera una condición necesaria para que haya conocimiento (en contra de lo que había defendido el filósofo presocrático Parménides). Algunos intérpretes identifican el no ser con el lenguaje o el pensamiento, y el ser con el objeto que se conoce o piensa.

## Desarrollo
El estatus ontológico de las formas es objeto de debate. Se admite en general que son entes intangibles, eternos y singulares. Más interesante es la afirmación de que las formas participan unas de otras, combinándose entre sí según reglas propias (autoparticipación, pureza...) que habrían de conformar el «lenguaje» dialéctico; pero no existe acuerdo entre los especialistas acerca de tales reglas y su aplicación a cada forma específica, evitando aporías e inconsistencias.
Para abordar el tópico, sería razonable acudir al diálogo Parménides, cuyo subtítulo es precisamente Acerca de las formas o ideas. Su dificultad y carácter extremadamente técnico explican que se suela sustituir como fuente por la República, que es un texto más asequible. En esta última obra, en la alegoría de la caverna, se establece de modo mítico la distinción entre dos mundos, el «visible» y el «inteligible»:
- En el «mundo visible» se encuentran en primer lugar las imágenes o huellas producidas por los objetos sensibles en el lenguaje, la imaginación o la memoria. Lo que caracteriza a los objetos sensibles mismos es su constante cambio, por lo que, en lugar de hablar de conocimiento certero y seguro (ciencia o episteme) en relación con ellos, es preferible asociarlos con la «opinión» verdadera.
- Superando el mundo visible nos encontramos con el «mundo intangible» o «mundo de las formas o ideas». Las formas son el objeto de estudio de la ciencia suprema, la dialéctica. Tienen su reflejo en los saberes de tipo matemático (aritmética, geometría, esterometría, astronomía y música), que, por ser aplicables a la experiencia sensible, hacen de intermedio entre el mundo visible y el inteligible.

Las formas aparecen jerarquizadas y, según la República, en la cima de todas ellas estaría la forma del bien, fuente de ser y de verdad de todas las demás formas. Esta doctrina del bien no parece coincidir totalmente con el planteamiento de otros diálogos como los citados Sofista y Parménides. En estos últimos se insiste más bien en que las formas se relacionan entre sí de un modo complejo, y no es fácil captar esas relaciones, que son investigadas por la dialéctica.

## Crítica de Aristóteles
En su juventud, Aristóteles fue discípulo de Platón en la Academia de Atenas. Aristóteles construyó un sistema filosófico propio. Previo a ello, sometió a crítica la teoría de las Ideas de su maestro. Para intentar solventar las diferencias entre Heráclito y Parménides, Platón había propuesto la existencia de dos dimensiones en la realidad: el Mundo sensible y el Mundo inteligible. Para Aristóteles, el mundo no tiene compartimentos. Si bien Aristóteles admite, al igual que Sócrates y Platón, que la esencia es lo que define al ser, concibe (a diferencia de sus antecesores) la esencia como la forma (μορφή) que está unida inseparablemente a la materia, constituyendo juntas el ser, que es la sustancia. Los conceptos generales residen en las cosas particulares (in re) y no es previa a ellas (ante rem): la salud existe como un atributo de los seres individuales que son sanos. La afirmación de la importancia del conocimiento sensible, y del conocimiento de lo singular para llegar a lo universal, abrió posibilidades a la investigación científica. Aristóteles rechazó fuertemente la teoría de las formas según la cual las ideas eran la auténtica realidad (por ser subsistentes y autofundadas) y que el mundo sensible, captado por nuestros sentidos, no era más que una copia de aquellas. Argumentó que las formas son intrínsecas a los objetos y no en la mente humana. Al contrario que Platón –que concebía la «existencia» de dos mundos posibles o reales (algunos eruditos creen que la teoría platónica es en realidad un realismo de las ideas)–, Aristóteles poseía una teoría que discurría entre el mundo de las nociones y el mundo sensible, si bien estaba abierto a admitir la existencia de sustancias separadas e inmóviles (como se muestra en la Física y en la Metafísica).

Parece imposible que cualquier término universal sea el nombre de una sustancia. Porque... la sustancia de cada cosa es lo que le es peculiar, lo que no pertenece a nada más; pero el universal es común, puesto que se llama universal lo que pertenece a más de una cosa.
Bertrand Russell.

Aristóteles hace tres críticas fundamentales a la teoría de las formas de Platón:
- Crítica a los dos mundos: para Aristóteles es uno solo; admitir dos mundos complica la explicación innecesariamente, reduplicando las realidades. Para Aristóteles «lo general no existe separadamente y a la vez que lo singular», lo que «es un error considerar la idea como lo singular en lo plural».[9]
- Platón no ofrece una explicación racional al hablar de los dos mundos. «Decir, pues, que las ideas son modelos y todo lo demás les está implicado, significa pronunciar palabras huecas y expresarse con metáforas poéticas».[9]
- Argumento del tercer hombre: según Platón, la semejanza entre dos cosas se explica porque ambas participan de la misma idea. Según Aristóteles, se precisa un tercero para explicar la semejanza entre dos cosas, y un cuarto para explicar las tres, y así sucesivamente. Es una regresión al infinito, por lo tanto no se explica nada. Tal argumento ya había sido recogido por el mismo Platón en el diálogo titulado Parménides. Este argumento también lo usó Aristóteles contra la teoría de la reminiscencia con respecto al problema del Menón: «¿Qué principio te guiará en la indagación de cosas, que ignoras absolutamente? Y aun cuando llegases á encontrar la virtud, ¿cómo la reconocerías, no habiéndola nunca conocido?».[10]

Lo que uno sabe ¿lo sabe por haberlo aprendido o por haberlo descubierto? Ahora bien, si una parte de ello la ha descubierto y otra la ha aprendido, no conocerá ninguna de las dos por ambos métodos. ¿No será que, de hecho, en un caso (se refiere) a cada cosa y en otro a todas en conjunto? También el (argumento) de que hay un tercer hombre además del hombre en sí y de los hombres singulares: pues el hombre, y todo lo que es común, no significa un esto, sino un tal, o un cuanto, o un respecto a algo, o alguna de las cosas de este tipo. De igual manera también en el caso de Córisco y Córisco instruido, (cuando se pregunta) si son lo mismo o cosas distintas; en efecto, lo primero significa un esto, lo segundo un tal, de modo que no se puede poner aparte. Pero no es el ponerlo aparte lo que produce (el argumento) del tercer hombre, sino el acordar que, aquello que es, es precisamente un esto: pues no es posible que sea un esto, como Calias, aquello que es precisamente el hombre. Y, aun en el caso de que uno dijera que lo puesto aparte no es aquello que es precisamente un esto, sino lo que es precisamente un cual, no habría ninguna diferencia: pues habrá una cosa única al margen de la pluralidad, V.g.: el hombre. Así, pues, es manifiesto que no hay que conceder que sea un esto lo que se predica en común sobre todas las cosas, sino que, o bien significa cual, o respecto a algo, o cuanto, o alguna de las cosas de este tipo.
Refutaciones sofísticas, XXII. 178b 37.

Aún al rechazar la Teoría de las Formas, Aristóteles menciona a Platón como un hombre apreciado y alienta a los platónicos a abandonarla, escribiendo:

En interés de la verdad, uno debería pensar que un hombre, especialmente si es filósofo, debería abandonar incluso las teorías que alguna vez fueron suyas, y de hecho debe hacerlo [...] es nuestro deber sagrado honrar la verdad más que amigos (es decir, Platón).
Ética nicomaquea, I. 1096a,15.

### Las formas para Aristóteles
Aristóteles considera que la «causa» formal (εἶδος, eîdos) describe el patrón o la estructura que, cuando está presente, convierte la materia en un ser particular que reconocemos como de ese tipo particular, y que por tanto, sólo existe potencialmente. Corresponde a la respuesta de la pregunta «¿Qué es?». La forma específica del individuo del que se trate. Por ejemplo, la forma o idea que adopta una mesa es la causa formal de esta mesa. La forma es la actualidad de la materia, que es pura potencialidad. En cuanto a los cuerpos simples de los elementos de la naturaleza, las formas que adoptan se identifican directamente con sus propias causas materiales.
Según el propio Aristóteles cuenta, este es un concepto difícil y controvertido. Se vincula con la teoría de las formas de su maestro Platón, pero en la propia cuenta de Aristóteles, tiene en cuenta muchos escritores anteriores que habían expresado opiniones sobre formas e ideas, pero muestra cómo sus propios puntos de vista difieren de ellos. Para Aristóteles, ninguno de sus predecesores realmente entendió la causa formal. Según el aristotelismo, la forma sería una esencia de las cosas, aquello que hace que una cosa sea eso y no otra cosa, la sustancia segunda (la especie o genos), de una sustancia primera (individuo concreto). La materia amorfa es la posibilidad de lo que ha llegado a ser real en una cosa dotada de forma. Toda forma finita es, a su vez, la materia de otras formas superiores. La unión de materia y forma pasa a ser una sustancia. Esta teoría recibe el nombre de hilemorfismo. 

Igualmente, la materia propiamente dicha es una potencia, pues es susceptible de recibir una forma; cuando existe un acto entonces posee la forma [...] Es, por tanto, muy claro que la esencia y la forma son actos; de donde se sigue evidentemente que el acto bajo la relación de la sustancia es anterior a la potencia. Por la misma razón el acto es anterior bajo la relación del tiempo; y se asciende, como hemos dicho, de acto en acto hasta que se llega al acto del motor primero y eterno.
Ibíd. (1049b-1050a).

Si preguntamos «¿Qué es un purasangre?» decimos que es un caballo (esa es su forma). Si preguntamos, «¿Qué es un caballo?» la respuesta entra dentro de una clase más grande. Entonces, podríamos decir que «caballo» es un animal cuadrúpedo, vivíparo, herbívoro, con otras varias peculiaridades las cuales se refieren todas a lo caballos individuales. La causa formal es el origen de su teoría teleológica. En la biología de Aristóteles, la causa formal en un ser vivo es: el aspecto que lo especifica, su capacidad de sobrevivir, reproducirse y también el origen próximo de su movimiento, lo que Aristóteles llama alma o psique. Aplicó varios términos de la forma al mundo de los seres vivos. En un primer sentido como la aparición de un ser vivo (como un taxón) y en un segundo sentido como una unidad fundamental de biodiversidad (lo que entenderíamos por especie).
Por lo tanto, argumenta Aristóteles, no hay problema en explicar la unidad del cuerpo y el alma, así como tampoco hay problema en explicar la unidad de cera y su forma. Según Timothy Robinson, no está claro si Aristóteles identifica el alma con la estructura del cuerpo. Según una interpretación de Aristóteles, un cuerpo bien organizado ya está vivo simplemente en virtud de su estructura. Sin embargo, según otra interpretación, la propiedad de la vida, es decir, el alma, es algo además de la estructura del cuerpo.

## La Teoría de las formas frente a otras doctrinas filosóficas
Referente a la relación entre el mundo de las ideas de la teoría de las formas y las doctrinas filosóficas orientales tales como la existencia de Maya (la ilusión) en el hinduismo y budismo, y de Shunyata (el vacío) específicamente en el budismo; estos conceptos filosóficos igualmente comparten una crítica a la realidad empírica, pero difieren en sus conclusiones metafísicas:
En el cado del concepto de Maya en el hinduismo, Ambos desvalorizan el mundo sensible, y apuntan a una realidad absoluta más allá de los sentidos, pero la Teoría de las formas de Platón habla de múltiples Formas estáticas, mientras que Maya es un velo dinámico de que proyecta ilusiones (incluidas las ideas y formas), la cual oculta a la realidad absoluta no dual en el hinduismo (el todo); que esta más allá del mundo de las Ideas y formas, al no ser un conjunto de entidades conceptuales, sino una realidad única y sin atributos. Maya en este contexto aunque es un velo de ilusiones, también se debe considerar que se ve como una emanación de la manifestación misma de la realidad absoluta; no es "irreal" en el sentido absoluto, sino relativa a la no dualidad.
En Relación con el concepto de Shunyata (que es diferente al concepto de la Nada nihilista), Platón afirma que las Formas existen inherentemente, mientras que el concepto de Shunyata niega toda existencia inherente, incluso de conceptos abstractos, mientras que Shunyata rechaza cualquier esencia fija incluida las ideas, incluso la de la realidad última como un todo, viéndola como un constructo mental sin existencia que surge de forma dependiente (pratityasamutpada), sin esencia fija. En este contexto Shuniata no niega la experiencia de la realidad, sino la existencia independiente o sustancial de cualquier cosa.